# Lluís Mas i Ossó
|  | Aquest article tracta sobre el polític. Vegeu-ne altres significats a «Lluís Mas i Pons». |

Lluís Mas i Ossó (Poboleda, (Priorat), 1908 - Reus, 1984) fou un esportista i polític català. De jove es va traslladar a Reus. Va guanyar una Jean Bouin l'any 1929, en categories infantils i va ser un dels fundadors del Club Natació Reus Ploms. El 1953 la Federació Catalana d'Atletisme li va lliurar la Medalla d'Or al mèrit esportiu que li havia estat concedida el 1936. Membre d'Estat Català. Durant la guerra va arribar a capità i va participar en la batalla de l'Ebre amb el grau de comandant. El 1940 va ser detingut i empresonat al castell de Montjuïc i anys després passà a la presó Model fins al 1950, quan se li va comunicar l'indult. En sortir va continuar la seva activitat antifranquista i catalanista i va ser detingut algunes altres vegades, sense passar gaire temps a la presó. Químic de professió, seguí el negoci del seu pare, en uns laboratoris d'anàlisi química coneguts a tota la comarca, situats vora el Campanaret, on es feien tertúlies, tant esportives com polítiques. Va morir a Reus el 1984. La ciutat de Reus li va dedicar un carrer.